# 科爾德霍峰

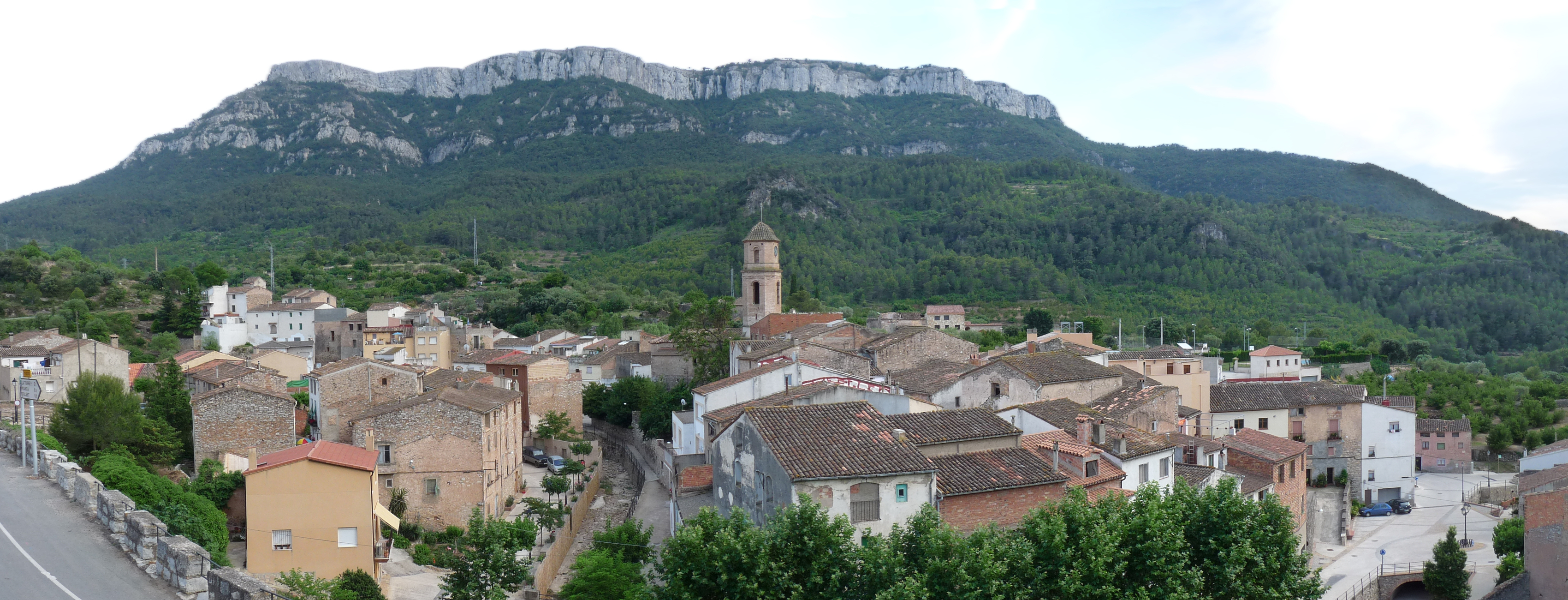

41°6′32″N 0°52′26″E / 41.10889°N 0.87389°E
科爾德霍峰，是西班牙的山峰，位於該國東北部加泰羅尼亞，處於拉貝里亞山脈以北，屬於加泰羅尼亞前海岸山脈的一部分，海拔高度921米。